# Angastonita
L'angastonita és un mineral de la classe dels fosfats. George Fife Angas (1789-1879), home de negocis i membre del Parlament d'Austràlia Meridional, va ser qui li va donar nom per la ciutat d'Angaston, Austràlia.

## Característiques
L'angastonita és un fosfat de calci, magnesi i alumini, de fórmula química CaMgAl₂(PO₄)₂(OH)₄·7H₂O. Fins a l'any 2022 es pensava que cristal·litzava en el sistema triclínic, però nous estudis l'han acabat classificant com un mineral amorf. Es troba en forma de crostes i capes blanques com la neu de fins a 1 mm de gruix. La seva duresa a l'escala de Mohs és 2. Possiblement es trobi relacionada amb la montgomeryita i amb els minerals del grup de la montgomeryita. Va ser aprobada per l'Associació Mineralògica Internacional l'any 2008.
Segons la classificació de Nickel-Strunz, l'angastonita pertany a «08.DL - Fosfats, etc. amb cations de mida mitjana i gran, (OH, etc.):RO₄ = 2:1» juntament amb els següents minerals: foggita, cyrilovita, mil·lisita, wardita, agardita-(Nd), agardita-(Y), agardita-(Ce), agardita-(La), goudeyita, mixita, petersita-(Y), zalesiïta, plumboagardita, calciopetersita, cheremnykhita, dugganita, kuksita, wallkilldellita-(Mn) i wallkilldellita-(Fe).

## Formació i jaciments
Sol trobar-se associada a altres minerals com: minyulita, perhamita, crandal·lita i apatita-(CaF). Va ser descoberta l'any 1988 a la pedrera de marbre Penrice, a la localitat d'Angaston (Austràlia Meridional, Austràlia), l'únic indret on se n'ha trobat.